# Amphoroidea elegans
Amphoroidea elegans is een pissebed uit de familie Sphaeromatidae. De wetenschappelijke naam van de soort is voor het eerst geldig gepubliceerd in 1911 door Baker.